# PinkPantheress
Вікторія Беверлі Волкер (англ. Victoria Beverly Walker, нар. 18 квітня 2001, Бат, Англія, Велика Британія), професійно відома як PinkPantheress — англійська співачка та продюсерка. Її пісні, які часто короткі за довжиною та включають зразки музики з 1990-х і 2000-х років, охоплюють низку жанрів, включаючи поп-музику, драм-енд-бейс, альт-поп і 2-step garage.
У 2021 році, навчаючись в університеті в Лондоні, вона опублікувала в TikTok кілька пісень, які стали вірусними, зокрема «Break It Off», а згодом вона підписала контракт з Parlophone і Elektra Records. Її сингли «Just for Me» та «Pain» з її дебютного мікстейпу To Hell with It (2021) потрапили до топ-40 британського чарту синглів і отримали срібний сертифікат Британської фонографічної індустрії (BPI). Її сингл 2022 року «Boy's a Liar» посів друге місце у Великій Британії, а її ремікс з американською реперкою Ice Spice став її першою піснею у Billboard Hot 100, досягнувши третього місця. Вона перемогла в опитуванні BBC «Sound of 2022».

## Раннє життя і освіта
PinkPantheress народилася 18 квітня 2001 в Баті, Сомерсет. Її матір є кенійкою, яка працює доглядальницею, а батько — білий англієць, який працює професором статистики. У неї є один старший брат, який працює звукорежисером. Коли їй було п'ять років, її сім'я переїхала з Бата в Кент, де вона виросла. Її батько переїхав до Сполучених Штатів, щоб працювати в університеті в Остіні, штат Техас, коли їй було 12 років, а вона та її мати залишилися в Англії.
У дитинстві вона брала уроки гри на фортепіано, а в 12 років заспівала «Stand By Me» Бена Кінга на шкільному шоу талантів. Коли їй було 14 років, вона стала солісткою в рок-групі, яка робила кавери на пісні My Chemical Romance, Paramore і Green Day, і вперше виступила з ними на шкільному святі. Вона почала працювати приблизно у віці 13 років, будучи підлітком, в таких місцях як Marks & Spencer, Claire's і Co-op. Вона вивчала кіно в Лондонському університеті мистецтв до 2022 року, коли кинула навчання.

## Кар'єра

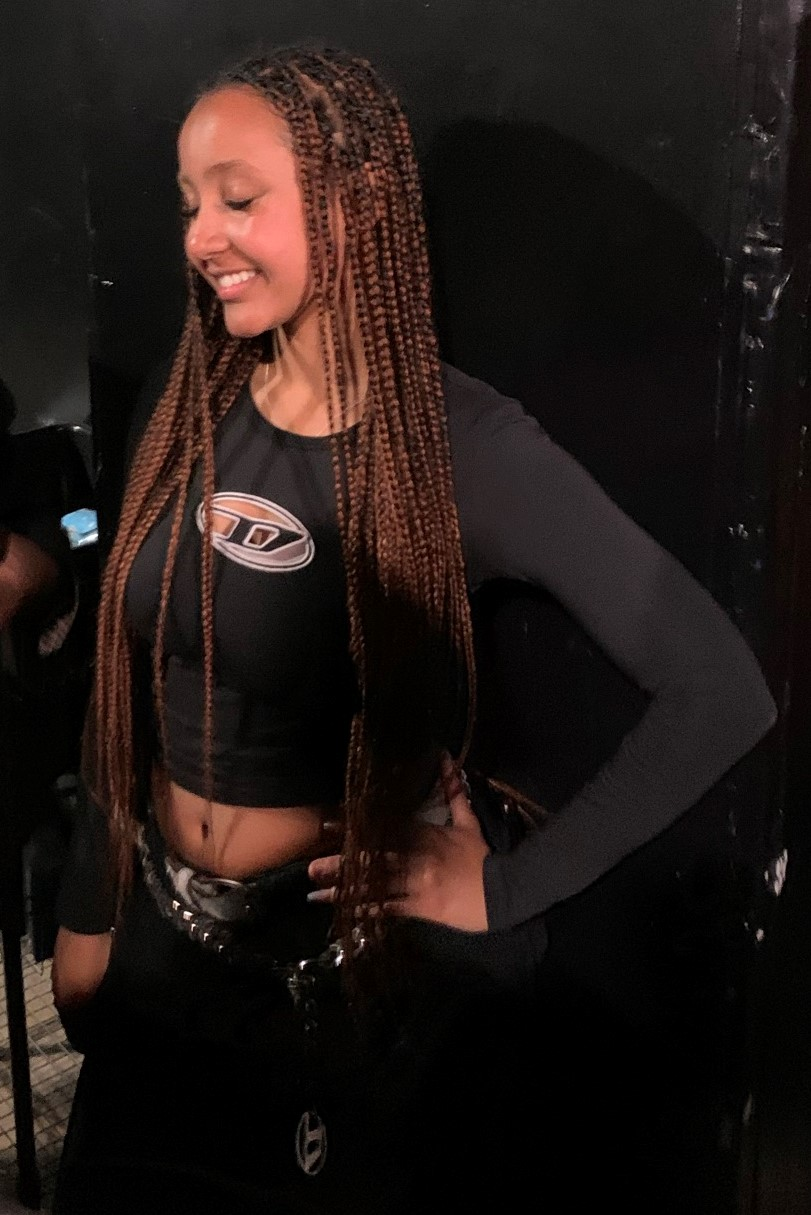
PinkPantheress у 2022 році

### 2020—2021: початок кар'єри іTo Hell With It
PinkPantheress почала писати музику в середній школі, щоб допомогти подрузі, перш ніж зрештою писати музику самостійно. У віці 17 років вона почала використовувати GarageBand, щоб створювати інструментальні композиції для свого друга, співака Маза, а пізніше вона використовувала GarageBand для запису багатьох своїх ранніх пісень, лежачи пізно ввечері в холі свого університету. Вона почала завантажувати свої оригінальні пісні на SoundCloud, де їм мало приділяли уваги. Після того, як відео, опубліковане в її особистому обліковому записі TikTok у грудні 2020 року, отримало понад 500 000 лайків, пізніше того ж місяця вона опублікувала фрагмент своєї пісні «Just a Waste» як PinkPantheress, сподіваючись охопити ширшу аудиторію; незабаром цей фрагмент став вірусним на платформі.
Пісні PinkPantheress «Break It Off» і «Pain» стали вірусними в TikTok на початку 2021 року, а остання досягла 35 місця в чарті синглів Великобританії в серпні того ж року. У квітні 2021 року вона підписала контракт з Parlophone. У червні 2021 року вона заспівала як запрошена артистка в пісні GoldLink «Evian» із його студійного альбому Haram! і підписала контракт з Elektra Records. Після того, як уривок її пісні «Just for Me» привернув увагу в TikTok, вона випустила її в серпні 2021 року разом із музичним кліпом, знятим разом з нею, який вийшов наступного місяця. У британському хіт-параді синглів вона досягла 27 місця, що стало її найвищою позицією в цьому чарті на той час. Він приніс PinkPantheress номінації на музичну нагороду iHeartRadio, нагороду Айвора Новелло та дві нагороди NME. На початку жовтня 2021 року вона оголосила дату випуску та назву свого дебютного мікстейпу To Hell with It, який вийшов 15 жовтня 2021 року на лейблах Parlophone і Elektra Records і дебютував під номером 20 в UK Albums Chart. Мікстейпу передували «Pain», «Break It Off» і «Just for Me» як сингли, а також «Passion», що вийшов у лютому 2021 року, та «I Must Apologise», що вийшов у жовтні 2021 року. PinkPantheress вперше виступила наживо в жовтні та листопаді 2021 року в Лондоні.

### 2022–дотепер: Sound of 2022 таHeaven Knows
У січні 2022 року PinkPantheress було оголошено переможцем опитування BBC Sound of 2022. Того ж місяця вона випустила альбом реміксів на To Hell with It. Вона була номінована на премію Brit Award як «Пісня року» на 42-й церемонії Brit Awards за композицію «Obsessed With You» від Central Cee, який містив семпл з її пісні «Just for Me», і дала віртуальний виступ у грі Roblox для Brit Awards. У лютому 2022 року вона з'явилася в пісні «Bbycakes» із Мура Маса, Lil Uzi Vert і Shygirl, а у квітні 2022 року випустила свою пісню «Where You Are» за участю Віллоу Сміт.
У квітні 2022 року PinkPantheress вирушила в європейський тур на підтримку To Hell with It. Вона була запрошеною артисткою у пісні «Tinkerbell is Overrated» із другого альбому Beabadoobee «Beatopia», що вийшов в липні 2022 року. Протягом весни 2022 року вона виступала на розіграші туру Halsey Love and Power Tour на американських концертах. У червні 2022 року вона скасувала свій запланований виступ на фестивалі Primavera Sound у Барселоні через втрату слуху.
У серпні 2022 року вона випустила сингл «Picture in My Mind» за участю Сема Геллітрі. Її мініальбом Take Me Home вийшов в грудні 2022 року, включаючи сингли «Boy's a Liar» і «Do You Miss Me», обидва вийшли місяць тому, і титульну пісню. «Way Back», її спільний сингл із Skrillex і Trippie Redd, вийшов у січні 2023 року та ввійшов до альбому Skrillex Don't Get Too Close наступного місяця. У лютому 2023 року вона випустила ремікс «Boy's a Liar», «Boy's a Liar Pt. 2» з американською реперкою Ice Spice. Ставши популярним у TikTok, ремікс дебютував під номером 14 у Billboard Hot 100, що ознаменувало її дебют у чарті, а пізніше досяг третього місця. Він також посів другу позицію в UK Singles Chart, де став її найвищим синглом і був номінований на дві нагороди BET Awards 2023. «Angel», її доповнення до саундтреку для фільму 2023 року «Барбі», знятого Гретою Гервіг, вийшов як сингл у червні 2023 року.
У жовтні 2023 року PinkPantheress оголосила про вихід свого дебютного альбому Heaven Knows, який вийшов 10 листопада 2023 року. Першим синглом з альбому стала пісня «Mosquito», яка вийшла у вересні, за нею вийшли сингли «Capable of Love» та «Nice to Meet You» у жовтні та листопаді відповідно. У тому ж місяці вона анонсувала тур Capable of Love Tour по Великій Британії та Європі, який проходив із лютого по квітень 2024 року, а пізніше в листопаді були додані дати по Північній Америці. Американську частину туру продюсувала компанія Live Nation. У лютому 2024 року вона була відзначена як Продюсер року за версією Billboard Women in Music. Влітку 2024 року вона виступала на розігріві в рамках туру Олівії Родріґо — Guts World Tour, поки в серпні не оголосила про скасування всіх запланованих виступів, посилаючись на проблеми зі здоров’ям. У вересні 2024 року вона з’явилася у реміксі пісні «Crazy» південнокорейського гурту Le Sserafim.
У січні 2025 року PinkPantheress взяла участь у синглі «True Religion» від Shygirl разом з Isabella Lovestory. Її перший сольний сингл 2025 року — «Tonight» — вийшов у квітні, супроводжений відеокліпом у стилі епохи Регенства. Її другий мікстейп — Fancy That — вийшов 9 травня 2025 року, і «Tonight» став його провідним синглом.

## Артистизм

### Вплив

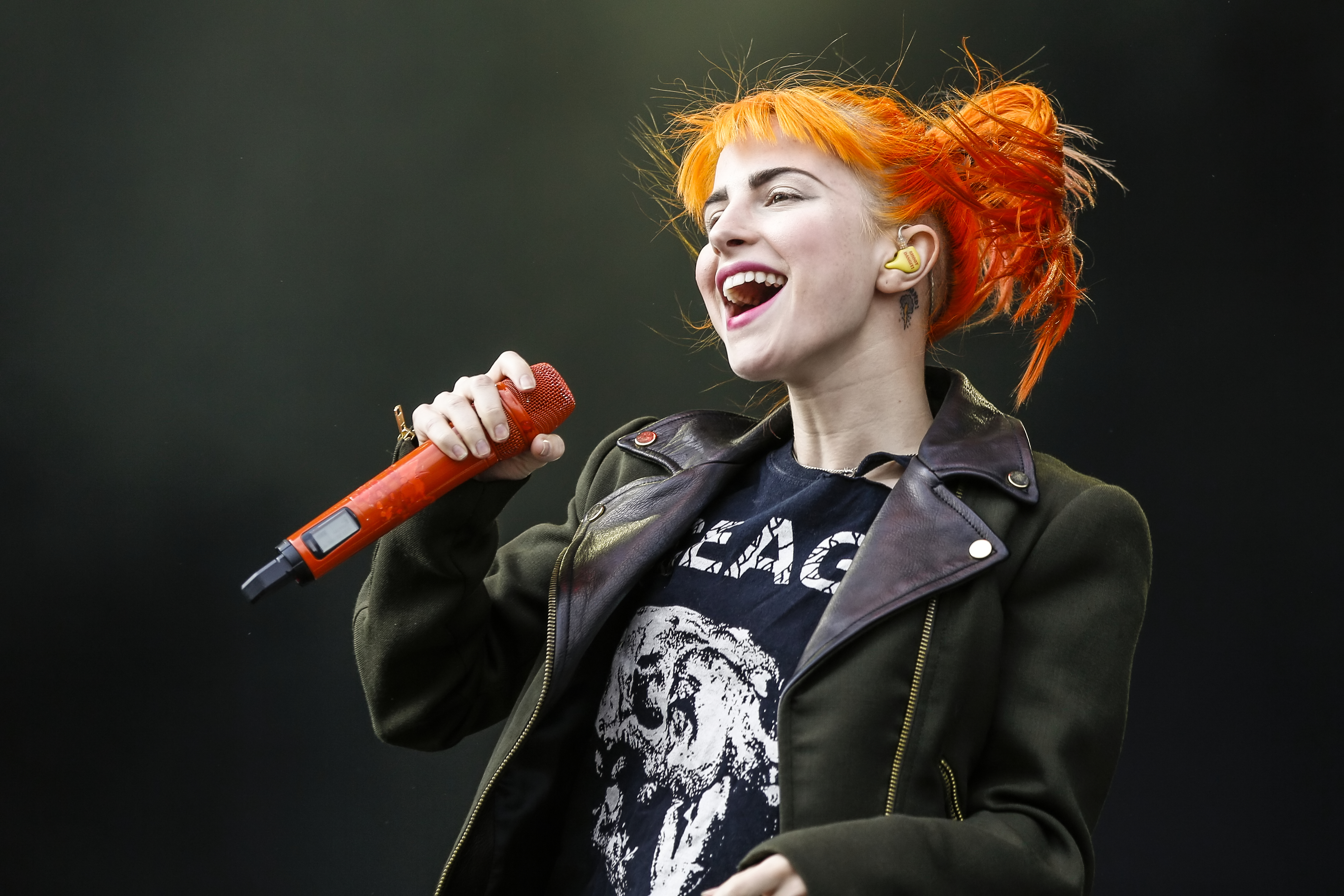
PinkPantheress назвала Гейлі Вільямс (на фото) «великим впливом» на її музику та заявила, що вона «займається музикою завдяки [Вільямс]».

Сценічний псевдонім PinkPantheress був узятий з її однойменного облікового запису TikTok, який був натхненний запитанням із ігрового шоу The Chase, яке запитувало: «Як звуть самицю пантери?» і за серією фільмів «Рожева пантера». PinkPantheress назвала My Chemical Romance, Лілі Аллен, Just Jack, Майкла Джексона, Kaytranada, Імоджен Хіп, Френка Оушена як джерела натхнення, а також посилаючись на K-pop пісні, Blink-182, Good Charlotte, Green Day, Panic! at the Disco, Linkin Park і Frou Frou як джерела натхнення для її мелодій і бітів. Вона назвала Гейлі Вільямс «великим впливом» на неї як виконавицю та сказала, що вона вперше захотіла стати професійним музикантом, коли їй було 14 років після того, як побачила виступ Вільямс у складі Paramore під час Reading Festival, і що вона «займається музикою завдяки [Вільямс]». Вона також заявила, що інтерв'ю з Doja Cat надихнуло її зайнятися музикою як кар'єрою, а на розміщення своїх пісень у TikTok її надихнув Lil Nas X.

### Музичний стиль
Музика PinkPantheress була описана як поп, Lo-Fi, танцювальна, альт-поп, драм-енд-бейс, 2-степ, джангл і гіперпоп, і часто використовує семпли інших пісень, таких як танцювальна музика 1990-х і 2000-х років, джангл, фанк, британський герідж і поп. PinkPantheress використовує топлайн для написання своїх пісень, які часто написані власноруч і короткі за довжиною. Вона описувала свою власну музику як альт-поп і «форму D'n'B, яку прийнятно слухати вдома» і заявила, що пише «сумнішу», «похмуру» лірику, щоб «звернутися до молоді», часто протиставляючи їх своїм «веселим інструментальними композиціями». PinkPantheress сказала, що її тексти зазвичай не базуються на особистому досвіді, заявивши: «Багато з них приходять просто тому, що я дійсно люблю розповідати історії».
Ванесса Хенді з NPR назвала петлі брейкбіту «підписом творчості PinkPantheress», тоді як Кіран Прес-Рейнольдс з Insider також написав, що в її піснях регулярно є «швидкі брейкбіти» та «рефрени, схожі на ASMR». Кіган Брейді з Rolling Stone описав музику PinkPantheress як „альт-герл реп“ і написав, що вона використовує „сповідальний, майже безглуздий реп“ і „застарілу технологію виробництва“ у своїх піснях, які „відтворюють глибоко ностальгічне звучання“. що демонструє вершину британської культури дев'яностих».
Майкл Крегг з The Guardian описав вокал PinkPantheress як «солодкий, але тривожний», тоді як Джон Караманіка з The New York Times написав, що вона «звучить так, ніби вона фліртує і хворіє одночасно». Кет Чжан з Pitchfork назвала голос PinkPantheress «ангельським», «дівчачим» і «легким» і написала, що вона «одна з рідкісних виконавиць TikTok, чия інтернет-слава здається пропорційною потенціалу». Фелісіті Мартін із Dazed назвала її тексти «сумними» та «тоскними». Написавши для Nylon, Стеффані Ванг назвала її музику «колажем із звуків, які одночасно були застарілими й сучасними», додавши, що слухаючи її, «відчуваєшся, як бути в Інтернеті до того, як соціальні медіа існували».

## Особисте життя і суспільний образ
PinkPantheress заявила, що з дитинства страждала від дисморфії тіла. Вона відчувала поступову втрату слуху від прослуховування гучної музики; до 2022 року вона втратила слух на праве вухо на 80 %.

## Дискографія
Студійні альбоми
- Heaven Knows (2023)

Мініальбоми
- Take Me Home (2022)

Мікстейпи
- To Hell with It (2021)
- Fancy That (2025)

## Нагороди та номінації
| Нагорода                 | Рік  | Категорія              | Номінація                             | Результат | Прим.           |
| ------------------------ | ---- | ---------------------- | ------------------------------------- | --------- | --------------- |
| BBC Sound of…            | 2022 | BBC Sound of 2022      | PinkPantheress                        | Перемога  | [ 113 ]         |
| BET Awards               | 2023 | Best Collaboration     | «Boy's a Liar Pt. 2» (with Ice Spice) | Номінація | [ 114 ]         |
| BET Awards               | 2023 | BET Her Award          | «Boy's a Liar Pt. 2» (with Ice Spice) | Номінація | [ 114 ]         |
| Brit Awards              | 2022 | Song of the Year       | «Obsessed With You»                   | Номінація | [ 115 ] [ 116 ] |
| MOBO Awards              | 2022 | Best Female Act        | PinkPantheress                        | Перемога  | [ 117 ]         |
| Ivor Novello Awards      | 2022 | Rising Star Award      | PinkPantheress                        | Номінація | [ 118 ]         |
| Ivor Novello Awards      | 2022 | Best Contemporary Song | «Just for Me»                         | Номінація | [ 118 ]         |
| iHeartRadio Music Awards | 2022 | TikTok Bop of the Year | «Just for Me»                         | Номінація | [ 119 ]         |
| MTV Europe Music Awards  | 2023 | Best Collaboration     | «Boy's a Liar Pt. 2» (with Ice Spice) | Номінація | [ 120 ]         |
| MTV Europe Music Awards  | 2023 | Best New               | PinkPantheress                        | Номінація | [ 120 ]         |
| MTV Europe Music Awards  | 2023 | Best UK & Ireland Act  | PinkPantheress                        | Номінація | [ 120 ]         |
| MTV Video Music Awards   | 2023 | Best New Artist        | PinkPantheress                        | Номінація | [ 121 ]         |
| NME Awards               | 2022 | «Just for Me»          | Best Song in the World                | Номінація | [ 122 ]         |
| NME Awards               | 2022 | «Just for Me»          | Best Song by a UK Artist              | Номінація | [ 122 ]         |
| NME Awards               | 2022 | Best Mixtape           | To Hell with It                       | Номінація | [ 122 ]         |
| Streamy Awards           | 2023 | Sound of the Year      | «Boy's a Liar Pt. 2» (with Ice Spice) | Номінація | [ 123 ]         |